# ZIL-114
ZIL-114 und ZIL-117 (russisch ЗИЛ-114 bzw. ЗИЛ-117) waren Staatslimousinen des russischen Herstellers ZIL.

## Beschreibung

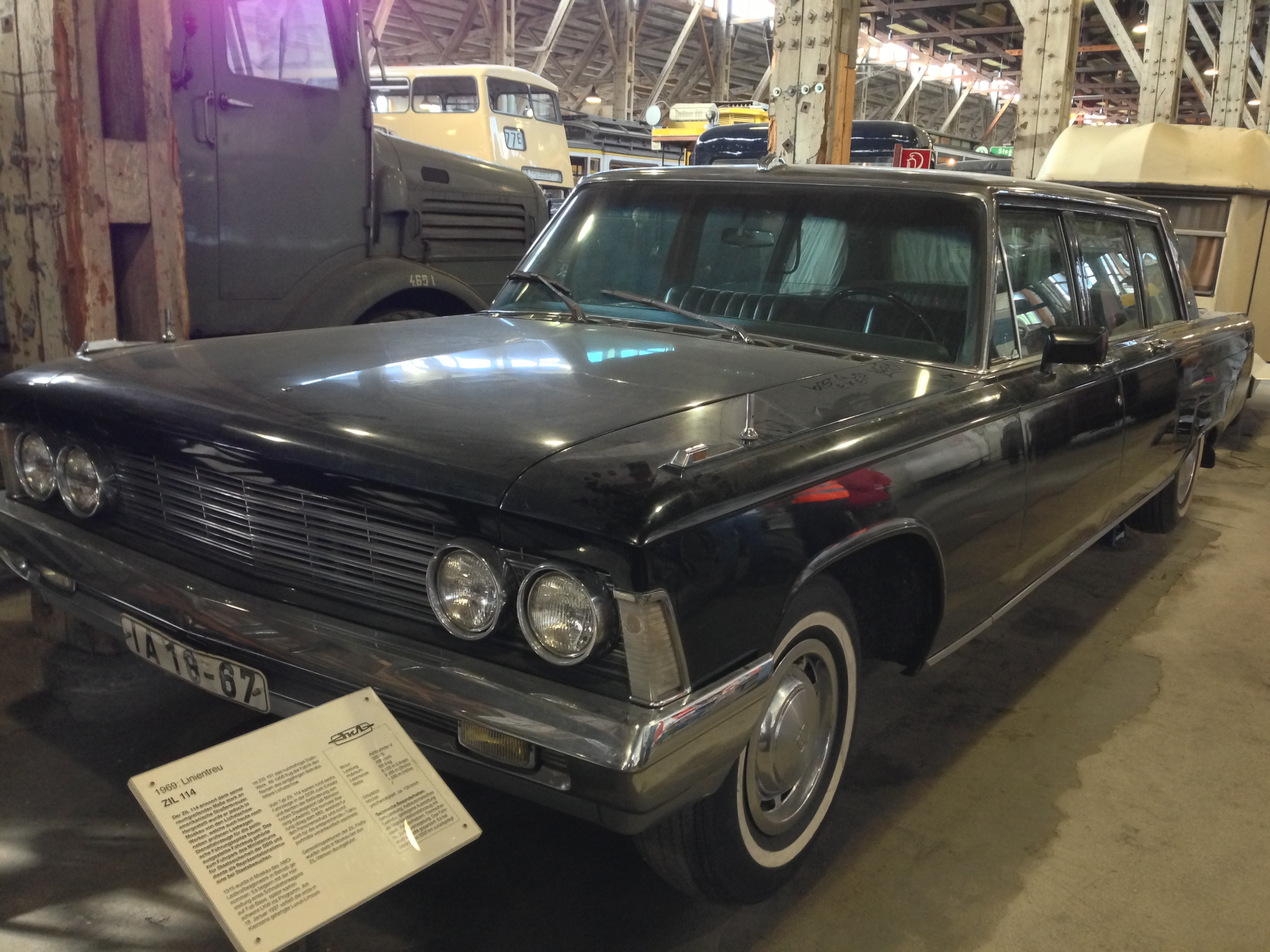
ZIL-114 im Depot des Technikmuseums Berlin (2012)

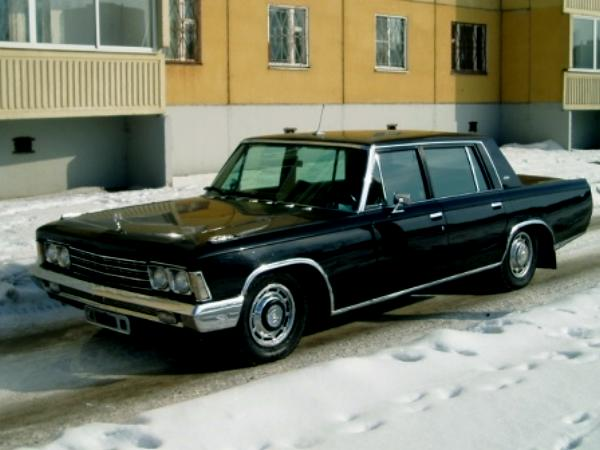
Die verkürzte Version, der ZIL-117

Der ZIL-114 wurde als Ersatz für den älteren ZIL-111 von Dezember 1967 bis 1977 nur für die sowjetische Führung und die Führung verbündeter Staaten gebaut. Der Wagen hatte eine modernere, kantige Karosserie nach dem Vorbild damaliger amerikanischer Großwagen. Der Hubraum des bekannten V8-Motors wurde auf 6959 cm³ vergrößert, er leistete nun 300 PS bei 4400/min.
Neu am Fahrwerk waren rundum Scheibenbremsen mit Unterdruck-Servomotor und lastabhängiger Bremskraftbegrenzung. Es handelte sich um eine Zweikreisbremsanlage, wobei beide Kreise jeweils auf alle Räder wirkten (HH-Aufteilung). Die Feststellbremse war eine separate Trommelbremse, auf die Hinterräder wirkend. Die Lenkung war als Servolenkung mit Schwingungsdämpfer ausgebildet.
Ab 1971 gab es auch eine Version mit kürzerem Radstand und fünf statt sieben Sitzen, den ZIL-117. Auch dieses Fahrzeug wurde bis 1977 gefertigt. Nachfolger wurde 1978 der ZIL-4104. In den zehn Jahren Produktionszeit entstanden 113 Exemplare des ZIL-114 und 73 Stück ZIL-117.

## Modellvarianten
Sowohl vom ZIL-114 als auch vom ZIL-117 wurden für unterschiedliche Zwecke abgewandelte Versionen gebaut. Die folgende Liste erhebt keinen Anspruch auf Vollständigkeit.
- ZIL-E114 – Prototyp von 1966, mit langem Radstand.
- ZIL-114 – Grundversion mit langem Radstand, gebaut von 1967 bis 1977.
- ZIL-114E – Version mit langem Radstand und überarbeitetem (geschirmten) Zündsystem.
- ZIL-114EA – Verlängerte Version mit fünf Sitzplätzen und einer Krankentrage, Karosserie als Kombi. 1974 wurden zwei Exemplare gebaut.
- ZIL-114K – Mit Dachluke.
- ZIL-114S – Übergangsversion zum Nachfolger, schon mit der Karosserie des ZIL-4104, aber mit der Technik des ZIL-114.
- ZIL-117 – Grundversion mit kurzem Radstand und Limousinenkarosserie.
- ZIL-117W – Cabriolet mit kurzem Radstand, sechs oder sieben Stück gebaut, zusätzlich drei Exemplare für Paraden auf dem Roten Platz
- ZIL-117E – Limousine mit kurzem Radstand und neuem Zündsystem.
- ZIL-117WE – Cabriolet mit überarbeiteter Zündung.
- ZIL-117M – Modernisierte Version von 1984, nur ein Exemplar gebaut.
- ZIL-117P – Limousine, Einzelexemplar mit Trennwand zwischen Fahrer und Fahrgastraum.

Unter der inoffiziellen Bezeichnung ZIL-113G wurde um 1979, nach Ende der Produktion, ein einzelnes Fahrgestell eines ZIL-114 im Werk zu einem Pick-up umgerüstet. Das Fahrzeug diente hauptsächlich zum innerbetrieblichen Warentransport. Die Pkw-Karosserie wurde entfernt und eine hölzerne Ladefläche montiert. Die Fahrerkabine stammte vom Lastwagen ZIL-133GJa. Bereits auf Basis des wesentlich älteren ZIS-115 hatte es eine solche improvisierte Konstruktion gegeben, zu einer Serienfertigung kam es nie.

## Technische Daten

### ZIL-114
Für die überarbeitete Variante ZIL-114 mit langem Radstand, Stand 1971.
- Motor: Achtzylinder-Viertakt-Ottomotor
- Motortyp: „ZIL-114“
- Leistung: 300 PS (221 kW) bei 4300–4400 min−1
- Drehmoment: 559 Nm bei 2700 bis 2900 min−1
- Hubraum: 6,96 l
- Bohrung: 108,0 mm
- Hub: 95,0 mm
- Verdichtung: 9,5:1
- Getriebe: Zweistufen-Automatikgetriebe mit hydrodynamischem Drehmomentwandler
- Höchstgeschwindigkeit: 190 km/h
- Beschleunigung 0–100 km/h: 13,5 s
- Treibstoffverbrauch: nominell 19 l/100 km
- Tankinhalt: 120 l
- Antriebsformel: 4×2 (Hinterradantrieb)

Abmessungen und Gewichte
- Länge: 6305 mm
- Breite: 2068 mm
- Höhe: 1500 mm
- Radstand: 3880 mm
- Bodenfreiheit: 195 mm
- Spurweite vorne: 1590 mm
- Spurweite hinten: 1650 mm
- Anzahl Sitzplätze: 7
- Reifendimension: 8,90-15
- Leergewicht: 3085 kg
- zulässiges Gesamtgewicht: 3610 kg
- Achslast vorne: 1805 kg
- Achslast hinten: 1805 kg

### ZIL-117
Technische Daten für den ZIL-117, Stand 1971:
- Motor: Achtzylinder-Viertakt-Ottomotor
- Motortyp: „ZIL-114“
- Gemischbildung: Vergaser
- Ventilsteuerung: OHV, Zweiventil
- Leistung: 300 PS (221 kW) bei 4400 min−1
- Hubraum: 6,96 l
- Getriebe: Wandlergetriebe mit zwei Fahrstufen
- Höchstgeschwindigkeit: 200 km/h
- Antriebsformel: 4×2 (Hinterradantrieb)
- Vorderradaufhängung: Einzeln an Drehstabfedern
- Hinterradaufhängung: Starrachse mit Blattfedern
- Bremsanlage: Hydraulische Zweikreisscheibenbremsanlage mit Unterdruckbremskraftverstärker
- Bordspannung: 12 V

Abmessungen
- Länge: 5725 mm
- Breite: 2068 mm
- Höhe: 1520 mm
- Radstand: 3300 mm
- Reifendimension: 9,35-15